# Finley Quaye
Finley Quaye (Edimburgo, 25 marzo 1974) è un cantante britannico.
Nel 1997 ha vinto il MOBO Award come miglior artista reggae, mentre nel 1998 ha vinto il BRIT Awards 1998 come miglior artista maschile solista.

## Discografia
- Maverick A Strike - LP (1997)[4]
- It Ain't Necessarily So - LP (1998)
- Vanguard - LP (2000)
- Much More Than Much Love - LP (2003)
- Dice - EP (2004)
- Oranges and Lemons - EP (2005)
- The Best of the Epic Years 1995-2003 - LP (2008)
- Pound For Pound - LP (2008)
- Sound For Sound - LP (2008)
- 28 February Rd - LP (2012)